# Fabio Orsi
Fabio Orsi (Napoli, 1979) è un musicista, compositore e fotografo italiano.
La sua ricerca musicale è volta spesso allo studio del suono ed al suo sviluppo negli spazi e negli ambienti.

## Biografia
Fabio Orsi nasce a Napoli nel 1979, per poi trasferirsi a Taranto. Nel 2001 si diploma come sound engineer. Le sue prime pubblicazioni su CDr risalgono al 2004, quando usava lo pseudonimo di FAB. Tra il 2005 ed il 2006, pubblica il primo album ufficiale come Fabio Orsi con il titolo Osci (2005, SmallVoices) che vedeva la collaborazione con Gianluca Becuzzi per la produzione ed il master, e poi lo split CD con i torinesi My Cat Is an Alien intitolato For Alan Lomax (A Silent Place) e dedicato all'etnomusicologo statunitense, e le due autoproduzioni su CDr in collaborazione Saverio Pastore una e con Salvatore Borrelli l'altra.
Sempre del 2006 è il primo album del duo Gianluca Becuzzi & Fabio Orsi intitolato Muddy Speaking Ghosts Through My Machines (A Silent Place), inaugurando così una formula che miscelava sonorità elettroacustiche e melodie dal sapore folk campionando in questo album vecchi brani blues miscelati a bordoni di vario tipo in una formula profondamente meditativa. Il sodalizio tra i due andrà avanti negli anni successivi con la realizzazione degli album Wildflowers Under The Sofa (2007, Last Visible Dog), The Stones Know Everything (2007, Digitalis Recordings), Soundpostcards (2008, Cold Current Productions), So Far (2009, Porter Records), Dust Tears and Clouds (2013, Silentes Minimal Editions).